# Siphlonurus quebecensis
Espèce
Siphlonurus quebecensis est une espèce d'insectes de l'ordre des Ephemeroptera (les éphémères), de la famille des Siphlonuridae.

## Répartition géographique
Cette espèce est endémique de l'Amérique du Nord.